# Edward Nowak
Mons. Edward Nowak (* 21. února 1940, Nowy Żmigród) je polský římskokatolický kněz, arcibiskup a emeritní sekretář Kongregace pro blahořečení a svatořečení.

## Život
Narodil se 21. února 1940 v Nowym Żmigródě. Dne 6. ledna 1963 byl vysvěcen na jáhna biskupem Franciszekem Bardou. Na kněze byl vysvěcen 13. ledna 1963 stejným biskupem. V letech 1963–1968 studoval na Papežské Gregoriánské univerzitě v Římě. Byl zaměstnancem centra polské emigrace v Římě, sekretářem biskupa Władysława Rubina a zaměstnancem Sekretariátu Generálního synodu biskupů. Od roku 1974 do roku 1988 pracoval v Kongregaci pro katolickou výchovu. Poté byl manažerem sekce katolických škol Kongregace pro katolickou výchovu.
Dne 24. února 1990 jej papež Jan Pavel II. jmenoval titulárním arcibiskupem z Luni a sekretářem Kongregace pro blahořečení a svatořečení. Biskupské svěcení přijal 5. dubna 1990 z rukou papeže Jana Pavla II. a spolusvětiteli byli arcibiskup Giovanni Battista Re a arcibiskup Justin Francis Rigali.
Roku 2002 se stal konventuálním kaplanem ad honorem Maltézského řádu.
Dne 5. května 2007 přijal papež Benedikt XVI. jeho rezignaci na post sekretáře a jmenoval jej asesorem Řádu Božího hrobu a kanovníkem Baziliky svatého Petra ve Vatikánu.